# Anton Spitaler
Anton Spitaler est un chercheur orientaliste allemand, né le 11 juillet 1910 à Munich, et décédé le 3 août 2003 à Traunreut.

## Biographie
Pendant la Seconde Guerre Mondiale, il est officier interprète attaché au Deutsch-Arabisches Bataillon N° 845 (bataillon germano-arabe 845) constitué de volontaires musulmans.
Il est connu pour avoir conservé clandestinement pendant des décennies, 450 pellicules de microfilms d'exemplaires primitifs du Coran, réalisés par Gotthelf Bergsträsser, et qu'on croyait avoir été détruits lors du bombardement de Munich le 24 avril 1944.
Les motifs de cette dissimulation viennent peut-être de la politique du Troisième Reich envers l'Islam
Il les remettra à l'islamologue Angelika Neuwirth dans les années 1990. La conséquence en fut un retard considérable dans le projet d'édition  du Coran satisfaisant aux exigences de la philologie, projet enfin commencé et désormais appelé Corpus Coranicum. En 2015, ces documents ne sont pas encore publiés.